# Aven d'Orgnac

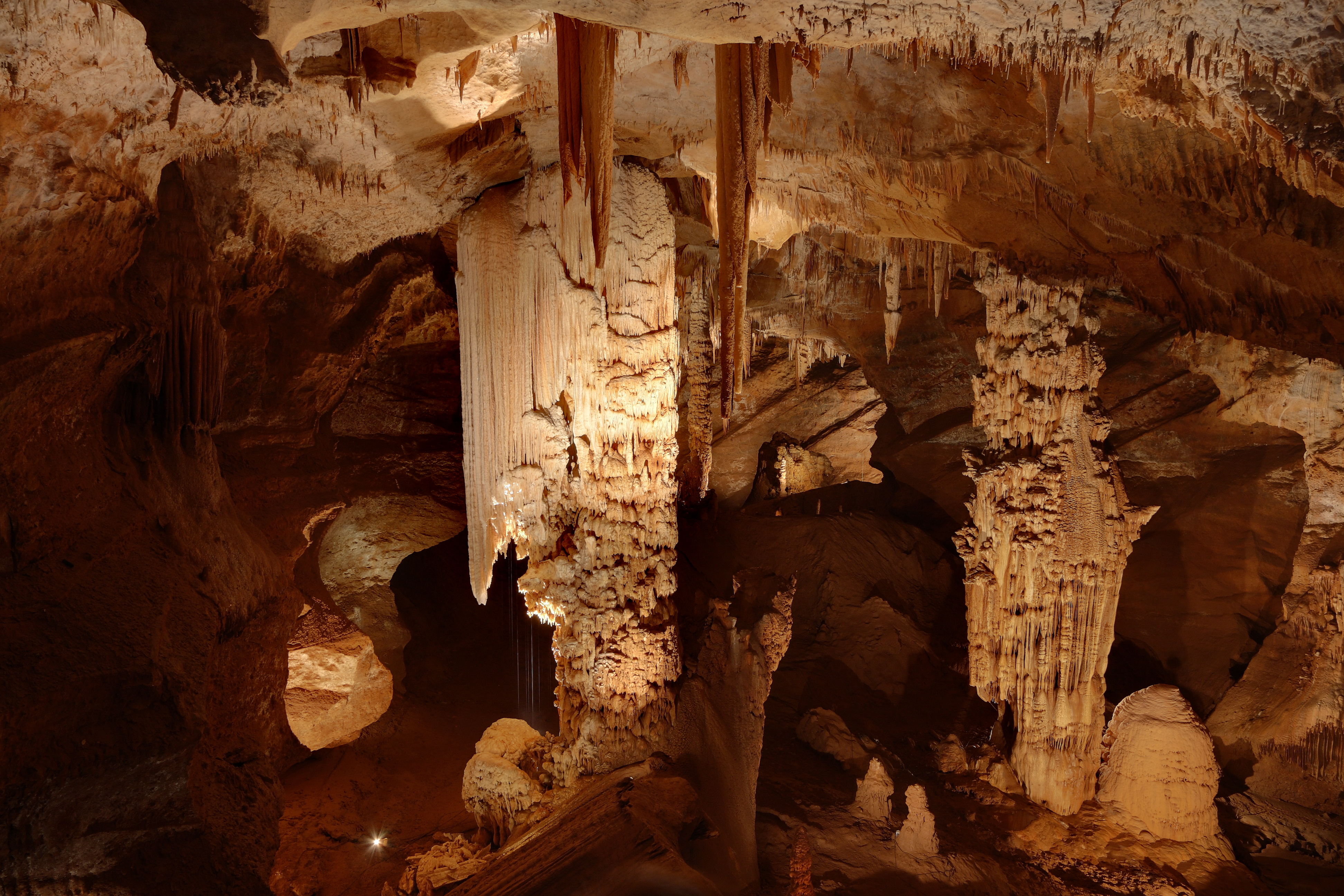
Aven d'Orgnac

De Aven d'Orgnac is een druipsteengrot bij Orgnac-l'Aven, niet ver van Vallon-Pont-d'Arc in het departement Ardèche in Frankrijk.

## Ontdekking
De grot werd op 19 augustus 1935 ontdekt door een team van speleologen onder aanvoering van Robert de Joly. Zij waren op de natuurlijke ingang gewezen door dorpsbewoners, die de grot kenden maar er nooit in hadden durven afdalen. In het jaar 2000 werd de grot erkend als Grand Site de France, de verzameling van de belangrijkste bezienswaardigheden van Frankrijk. Het aantal bezoekers loopt inmiddels op tot 140.000 per jaar.

## De grot
Direct onder de natuurlijke opening, een verticale schacht van 50 meter, bevindt zich een puinkegel. Deze bestaat uit alles wat in de loop der tijd in de grot gevallen of gegooid is, waaronder beenderen van rendieren en bizons die voorkwamen in de laatste IJstijd. De "Grote Zaal" direct onder de natuurlijke opening is 125 m lang, 90 m breed en 35 m hoog en kent een enorme hoeveelheid stalagmieten, stalactieten en monolieten, die zich gevormd hebben met een snelheid van enkele centimeters per eeuw. Via meerdere zalen daalt de bezoeker steeds verder af tot 120 meter onder zeeniveau, waarna een lift de bezoeker weer naar de oppervlakte brengt.